# Libnotes (Libnotes) illecebrosa
Libnotes (Libnotes) illecebrosa is een tweevleugelige uit de familie steltmuggen (Limoniidae). De soort komt voor in het Oriëntaals gebied.